# Delray Beach International Tennis Championships 2007
Die Delray Beach International Tennis Championships 2007 waren ein Tennisturnier, welches vom 29. Januar bis 4. Februar 2007 in Delray Beach stattfand. Es war Teil der ATP Tour 2007 und wurde im Freien auf Hartplatz ausgetragen. In derselben Woche wurden in Viña del Mar die Movistar Open und in Zagreb die PBZ Zagreb Indoors gespielt, welche genau wie das Turnier in Delray Beach zur Kategorie der ATP International Series zählten.
Titelverteidiger im Einzelturnier war der Deutsche Tommy Haas, der in diesem Jahr im ersten Match der K.-o.-Runde ausschied. Zum mittlerweile fünften Mal konnte Xavier Malisse das Finale erreichen. Gegen den Setzlistenersten James Blake konnte er den zweiten Titel bei diesem Turnier gewinnen sowie den dritten und letzten Titel seiner Karriere.
Die Vorjahressieger im Doppel, Mark Knowles und Daniel Nestor, spielten dieses Jahr beide nicht beim Turnier. Mit Hugo Armando und Einzelsieger Malisse konnte zwei Ungesetzte das Turnier für sich entscheiden. Sie besiegten die, Setzlistenzweiten -dritten und im Finale -vierten James Auckland und Stephen Huss der Setzliste. In dieser Konstellation war es für die beiden Turniersieger der einzige Sieg. Für Armando war es insgesamt der einzige, für Malisse der 4. Karrieretitel.
Das Teilnehmerfeld der Einzelkonkurrenz bestand aus 24 Spielern, die in einer Vorrunde in acht Gruppen à drei Spieler nach einem Round-Robin-System gegeneinander antraten. Die Gruppenersten kamen in die Finalrunde weiter, wo im K.-o.-System der Turniersieger ermittelt wurde. Das Turnier war eins von fünf Turnieren auf der ATP Tour, die neben dem Tennis Masters Cup 2007 in einem System mit vorausgehender Gruppenphase durchgeführt wurden. Im Doppel, das aus 16 Paarungen bestand, wurde ein übliches K.-o.-System genutzt. Das Gesamtpreisgeld betrug 391.000 US-Dollar; die gesamten finanziellen Verbindlichkeiten lagen bei 416.000 US-Dollar.

## Einzel

### Setzliste
| Nr. | Spieler         | Erreichte Runde |
| --- | --------------- | --------------- |
| 01. | James Blake     | Finale          |
| 02. | Tommy Haas      | Viertelfinale   |
| 03. | Xavier Malisse  | Sieg            |
| 04. | Benjamin Becker | Halbfinale      |

| Nr. | Spieler                | Erreichte Runde |
| --- | ---------------------- | --------------- |
| 05. | Florian Mayer          | Viertelfinale   |
| 06. | Philipp Kohlschreiber  | Gruppenphase    |
| 07. | Guillermo García López | Viertelfinale   |
| 08. | Vincent Spadea         | Halbfinale      |

Zeichenerklärung
- Q = Qualifikant
- WC = Wildcard
- LL = Lucky Loser
- ITF = qualifiziert über ITF-Ranking
- ALT = alternate (Ersatz)
- PR = Protected Ranking
- SE = Special Exempt
- r = retired (Aufgabe)
- d = Disqualifikation
- w.o. = walkover
- [ ] = Match-Tie-Break

### Ergebnisse

#### Gruppenphase

##### Gruppe 1
| Sieger          | Verlierer        | Ergebnis |
| --------------- | ---------------- | -------- |
| James Blake [1] | Robert Kendrick  | 6:3, 6:2 |
| James Blake [1] | Scoville Jenkins | 6:1, 6:3 |
| Robert Kendrick | Scoville Jenkins | 6:4, 6:4 |

| Rang | Spieler          | Match-Siege | Sätze gewonnen | Spiele gewonnen |
| ---- | ---------------- | ----------- | -------------- | --------------- |
| 1    | James Blake [1]  | 2           | 100,0 %        | 72,7 %          |
| 2    | Robert Kendrick  | 1           | 50,0 %         | 45,9 %          |
| 3    | Scoville Jenkins | 0           | 0,0 %          | 33,3 %          |

##### Gruppe 2
| Sieger            | Verlierer    | Ergebnis      |
| ----------------- | ------------ | ------------- |
| Florian Mayer [5] | Igor Kunizyn | 6:1, 6:3      |
| Florian Mayer [5] | Andrei Pavel | 6:3, 3:6, 6:2 |
| Andrei Pavel      | Igor Kunizyn | 6:1, 6:3      |

| Rang | Spieler           | Match-Siege | Sätze gewonnen | Spiele gewonnen |
| ---- | ----------------- | ----------- | -------------- | --------------- |
| 1    | Florian Mayer [5] | 2           | 80,0 %         | 64,3 %          |
| 2    | Andrei Pavel      | 1           | 60,0 %         | 54,8 %          |
| 3    | Igor Kunizyn      | 0           | 0,0 %          | 25,0 %          |

##### Gruppe 3
| Sieger              | Verlierer    | Ergebnis  |
| ------------------- | ------------ | --------- |
| Benjamin Becker [4] | Kevin Kim    | 7:64, 6:3 |
| Benjamin Becker [4] | Jesse Levine | 6:3, 6:3  |
| Jesse Levine        | Kevin Kim    | 6:2, 6:2  |

| Rang | Spieler             | Match-Siege | Sätze gewonnen | Spiele gewonnen |
| ---- | ------------------- | ----------- | -------------- | --------------- |
| 1    | Benjamin Becker [4] | 2           | 100,0 %        | 62,5 %          |
| 2    | Jesse Levine        | 1           | 50,0 %         | 52,9 %          |
| 3    | Kevin Kim           | 0           | 0,0 %          | 34,2 %          |

##### Gruppe 4
| Sieger             | Verlierer                 | Ergebnis       |
| ------------------ | ------------------------- | -------------- |
| Amer Delić         | Philipp Kohlschreiber [6] | 6:76, 6:1, 6:4 |
| Davide Sanguinetti | Philipp Kohlschreiber [6] | 7:5, 6:3       |
| Davide Sanguinetti | Amer Delić                | 6:3, 4:6, 6:3  |

| Rang | Spieler                   | Match-Siege | Sätze gewonnen | Spiele gewonnen |
| ---- | ------------------------- | ----------- | -------------- | --------------- |
| 1    | Davide Sanguinetti        | 2           | 80,0 %         | 59,2 %          |
| 2    | Amer Delić                | 1           | 60,0 %         | 51,7 %          |
| 3    | Philipp Kohlschreiber [6] | 0           | 20,0 %         | 39,2 %          |

##### Gruppe 5
| Sieger                     | Verlierer            | Ergebnis         |
| -------------------------- | -------------------- | ---------------- |
| Guillermo García López [7] | Kristian Pless       | 6:3, 7:65        |
| Guillermo García López [7] | Teimuras Gabaschwili | 6:3, 6:2         |
| Teimuras Gabaschwili       | Kristian Pless       | 7:69, 6:72, 7:65 |

| Rang | Spieler                    | Match-Siege | Sätze gewonnen | Spiele gewonnen |
| ---- | -------------------------- | ----------- | -------------- | --------------- |
| 1    | Guillermo García López [7] | 2           | 100,0 %        | 64,0 %          |
| 2    | Teimuras Gabaschwili       | 1           | 40,0 %         | 44,6 %          |
| 3    | Kristian Pless             | 0           | 20,0 %         | 45,9 %          |

##### Gruppe 6
| Sieger           | Verlierer          | Ergebnis        |
| ---------------- | ------------------ | --------------- |
| Rainer Schüttler | Xavier Malisse [3] | 6:74, 7:61, 6:3 |
| Xavier Malisse   | Alejandro Falla    | 6:4, 7:66       |
| Alejandro Falla  | Rainer Schüttler   | 6:4, 6:3        |

| Rang | Spieler            | Match-Siege | Sätze gewonnen | Spiele gewonnen |
| ---- | ------------------ | ----------- | -------------- | --------------- |
| 1    | Xavier Malisse [3] | 1           | 60,0 %         | 50,0 %          |
| 2    | Alejandro Falla    | 1           | 50,0 %         | 52,4 %          |
| 3    | Rainer Schüttler   | 1           | 40,0 %         | 48,1 %          |

##### Gruppe 7
| Sieger             | Verlierer     | Ergebnis |
| ------------------ | ------------- | -------- |
| Vincent Spadea [8] | Simon Greul   | 6:2, 7:5 |
| Vincent Spadea [8] | Ryan Sweeting | 7:5, 6:4 |
| Ryan Sweeting      | Simon Greul   | 6:2, 6:2 |

| Rang | Spieler            | Match-Siege | Sätze gewonnen | Spiele gewonnen |
| ---- | ------------------ | ----------- | -------------- | --------------- |
| 1    | Vincent Spadea [8] | 2           | 100,0 %        | 61,9 %          |
| 2    | Ryan Sweeting      | 1           | 50,0 %         | 55,3 %          |
| 3    | Simon Greul        | 0           | 0,0 %          | 30,5 %          |

##### Gruppe 8
| Sieger         | Verlierer   | Ergebnis      |
| -------------- | ----------- | ------------- |
| Tommy Haas [2] | Lu Yen-hsun | 2:6, 6:4, 6:3 |
| Tommy Haas [2] | Sam Querrey | 6:4, 7:5      |
| Sam Querrey    | Lu Yen-hsun | 7:610, 6:4    |

| Rang | Spieler        | Match-Siege | Sätze gewonnen | Spiele gewonnen |
| ---- | -------------- | ----------- | -------------- | --------------- |
| 1    | Tommy Haas [2] | 2           | 80,0 %         | 55,1 %          |
| 2    | Sam Querrey    | 1           | 50,0 %         | 48,9 %          |
| 3    | Lu Yen-hsun    | 0           | 20,0 %         | 46,0 %          |

#### Finalrunde
|  | Viertelfinale | Viertelfinale   | Viertelfinale | Viertelfinale | Viertelfinale |            |   | Halbfinale | Halbfinale | Halbfinale | Halbfinale | Halbfinale |  |  | Finale | Finale | Finale | Finale | Finale |
|  |               |                 |               |               |               |            |   |            |            |            |            |            |  |  |        |        |        |        |        |
|  | 1             | J. Blake        | 6             | 6             |               |            |   |            |            |            |            |            |  |  |        |        |        |        |        |
|  | 5             | F. Mayer        | 3             | 4             |               |            |   |            |            |            |            |            |  |  |        |        |        |        |        |
|  | 5             | F. Mayer        | 3             | 4             | 1             | J. Blake   | 6 | 7          |            |            |            |            |  |  |        |        |        |        |        |
|  |               |                 |               |               |               | J. Blake   | 6 | 7          |            |            |            |            |  |  |        |        |        |        |        |
|  |               | 4               | B. Becker     | 3             | 67            |            |   |            |            |            |            |            |  |  |        |        |        |        |        |
|  | 4             | 4               | B. Becker     | 3             | 67            | B. Becker  | 7 | 6          |            |            |            |            |  |  |        |        |        |        |        |
|  | 4             |                 |               |               |               |            | 7 | 6          |            |            |            |            |  |  |        |        |        |        |        |
|  |               | D. Sanguinetti  | 65            | 3             |               |            |   |            |            |            |            |            |  |  |        |        |        |        |        |
|  |               |                 |               |               |               |            | 1 | J. Blake   | 7          | 4          | 4          |            |  |  |        |        |        |        |        |
|  |               | 3               | X. Malisse    | 5             | 6             | 6          |   |            |            |            |            |            |  |  |        |        |        |        |        |
|  | 7             | G. García López | 1             | 1             |               |            |   |            |            |            |            |            |  |  |        |        |        |        |        |
|  | 3             | X. Malisse      | 6             | 6             |               |            |   |            |            |            |            |            |  |  |        |        |        |        |        |
|  | 3             | X. Malisse      | 6             | 6             | 3             | X. Malisse | 6 | 6          |            |            |            |            |  |  |        |        |        |        |        |
|  |               |                 |               |               |               | X. Malisse | 6 | 6          |            |            |            |            |  |  |        |        |        |        |        |
|  |               | 8               | V. Spadea     | 2             | 2             |            |   |            |            |            |            |            |  |  |        |        |        |        |        |
|  | 8             | 8               | V. Spadea     | 2             | 2             | V. Spadea  | 6 | 2          | 6          |            |            |            |  |  |        |        |        |        |        |
|  | 8             |                 |               |               |               |            | 6 | 2          | 6          |            |            |            |  |  |        |        |        |        |        |
|  | 2             | T. Haas         | 3             | 6             | 4             |            |   |            |            |            |            |            |  |  |        |        |        |        |        |

## Doppel

### Setzliste
| Nr. | Paarung                     | Erreichte Runde |
| --- | --------------------------- | --------------- |
| 01. | Jeff Coetzee Rogier Wassen  | Halbfinale      |
| 02. | Eric Butorac Travis Parrott | Viertelfinale   |
| 03. | Łukasz Kubot Andrei Pavel   | Halbfinale      |
| 04. | James Auckland Stephen Huss | Finale          |

Zeichenerklärung
- Q = Qualifikant
- WC = Wildcard
- LL = Lucky Loser
- ITF = qualifiziert über ITF-Ranking
- ALT = alternate (Ersatz)
- PR = Protected Ranking
- SE = Special Exempt
- r = retired (Aufgabe)
- d = Disqualifikation
- w.o. = walkover
- [ ] = Match-Tie-Break

### Ergebnisse
|  | Erste Runde | Erste Runde                  | Erste Runde | Erste Runde | Erste Runde |  |  | Viertelfinale | Viertelfinale              | Viertelfinale | Viertelfinale | Viertelfinale |  |   | Halbfinale            | Halbfinale | Halbfinale | Halbfinale | Halbfinale |  |  | Finale | Finale | Finale | Finale | Finale |
|  |             |                              |             |             |             |  |  |               |                            |               |               |               |  |   |                       |            |            |            |            |  |  |        |        |        |        |        |
|  | 1           | J. Coetzee R. Wassen         | 7           | 6           |             |  |  |               |                            |               |               |               |  |   |                       |            |            |            |            |  |  |        |        |        |        |        |
|  |             | A. Falla G. García López     | 65          | 2           |             |  |  | 1             | J. Coetzee R. Wassen       | 6             | 7             |               |  |   |                       |            |            |            |            |  |  |        |        |        |        |        |
|  |             | R. Bopanna C. Haggard        | 6           | 63          | [2]         |  |  |               | D. Sanguinetti V. Spadea   | 3             | 5             |               |  |   |                       |            |            |            |            |  |  |        |        |        |        |        |
|  |             | D. Sanguinetti V. Spadea     | 2           | 7           | [10]        |  |  |               |                            |               |               |               |  | 1 | J. Coetzee R. Wassen  | 63         | 1          |            |            |  |  |        |        |        |        |        |
|  | 4           | J. Auckland S. Huss          | 7           | 4           | [11]        |  |  |               |                            |               |               |               |  | 4 | J. Auckland S. Huss   | 7          | 6          |            |            |  |  |        |        |        |        |        |
|  |             | A. Delić R. Kendrick         | 64          | 6           | [9]         |  |  | 4             | J. Auckland S. Huss        | 7             | 62            | [17]          |  |   |                       |            |            |            |            |  |  |        |        |        |        |        |
|  | WC          | J.-M. Gambill R. Schüttler   | 6           | 4           | [14]        |  |  | WC            | J.-M. Gambill R. Schüttler | 5             | 7             | [15]          |  |   |                       |            |            |            |            |  |  |        |        |        |        |        |
|  |             | S. Greul K. Kim              | 2           | 6           | [12]        |  |  |               |                            |               |               |               |  | 4 | J. Auckland S. Huss   | 3          | 7          | [5]        |            |  |  |        |        |        |        |        |
|  |             | B. Becker I. Kunizyn         | 65          | 6           | [10]        |  |  |               |                            |               |               |               |  |   | H. Armando X. Malisse | 6          | 64         | [10]       |            |  |  |        |        |        |        |        |
|  |             | Y.-h. Lu K. Pless            | 7           | 3           | [8]         |  |  |               | B. Becker I. Kunizyn       | 2             | 2             |               |  |   |                       |            |            |            |            |  |  |        |        |        |        |        |
|  | WC          | K. Economidis T. Gabaschwili | 69          | 6           | [7]         |  |  | 3             | Ł. Kubot A. Pavel          | 6             | 6             |               |  |   |                       |            |            |            |            |  |  |        |        |        |        |        |
|  | 3           | Ł. Kubot A. Pavel            | 7           | 3           | [10]        |  |  |               |                            |               |               |               |  | 3 | Ł. Kubot A. Pavel     | 7          | 3          | [8]        |            |  |  |        |        |        |        |        |
|  |             | H. Armando X. Malisse        | 6           | 6           |             |  |  |               |                            |               |               |               |  |   | H. Armando X. Malisse | 61         | 6          | [10]       |            |  |  |        |        |        |        |        |
|  |             | P. Kohlschreiber F. Mayer    | 1           | 4           |             |  |  |               | H. Armando X. Malisse      | 6             | 7             |               |  |   |                       |            |            |            |            |  |  |        |        |        |        |        |
|  |             | C. Drake S. Lipsky           | 3           | 4           |             |  |  | 2             | E. Butorac T. Parrott      | 4             | 63            |               |  |   |                       |            |            |            |            |  |  |        |        |        |        |        |
|  | 2           | E. Butorac T. Parrott        | 6           | 6           |             |  |  |               |                            |               |               |               |  |   |                       |            |            |            |            |  |  |        |        |        |        |        |